# Malaycythereis
Malaycythereis is een geslacht van kreeftachtigen uit de klasse van de Ostracoda (mosselkreeftjes).

## Soort
- Malaycythereis trachodes Zhao (Yi-Chun) & Whatley, 1989